# ريجنالد جون غروس
ريجنالد جون غروس هو سياسي كندي، ولد في 3 أكتوبر 1948 في فانغوارد في كندا. حزبياً، نشط في Saskatchewan New Democratic Party ‏. وقد انتخب عضو المجلس التشريعي من ساسكاتشوان.